# Lista gmin w stanie Michoacán

Lokalizacja stanu Michoacán na mapie Meksyku

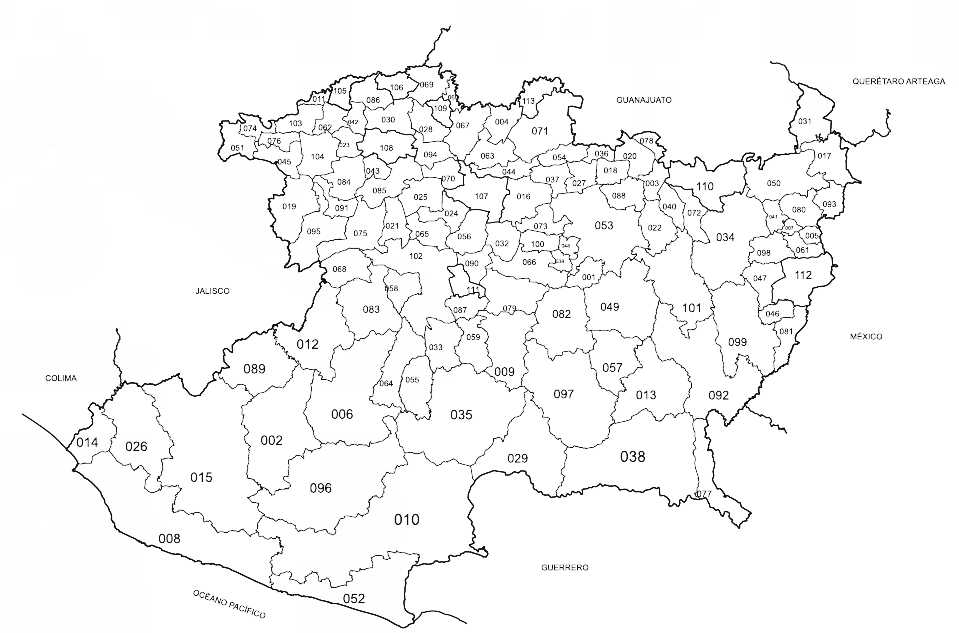
Gminy stanu Michoacán oznaczone kodami Meksykańskiego Instytutu Statystycznego

Meksykański stan Michoacán składa się z 113 gmin (hiszp. municipios).
| INEGI (kod statystyczny) | Nazwa gminy                   | Siedziba władz                 | Liczba ludności |
| ------------------------ | ----------------------------- | ------------------------------ | --------------- |
| 001                      | Acuitzio                      | Acuitzio del Canje             | 10 052          |
| 002                      | Aguililla                     | Aguililla                      | 16 159          |
| 003                      | Álvaro Obregón                | Álvaro Obregón                 | 18 696          |
| 004                      | Angamacutiro                  | Angamacutiro de la Unión       | 12 333          |
| 005                      | Angangueo                     | Mineral de Angangueo           | 9 990           |
| 006                      | Apatzingán                    | Apatzingán                     | 115 078         |
| 007                      | Aporo                         | Aporo                          | 2 705           |
| 008                      | Aquila                        | Aquila                         | 20 898          |
| 009                      | Ario                          | Ario de Rosales                | 31 647          |
| 010                      | Arteaga                       | Arteaga                        | 21 173          |
| 011                      | Briseñas                      | Briseñas de Matamoros          | 9 560           |
| 012                      | Buenavista                    | Buenavista Tomatlán            | 38 036          |
| 013                      | Caracuaro                     | Caracuaro de Morelos           | 9 337           |
| 014                      | Charapan                      | Charapan                       | 10 867          |
| 015                      | Charo                         | Charo                          | 19 417          |
| 016                      | Chavinda                      | Chavinda                       | 9 616           |
| 017                      | Cherán                        | Cherán                         | 15 734          |
| 018                      | Chilchota                     | Chilchota                      | 30 299          |
| 019                      | Chinicuila                    | Villa Victoria                 | 5 343           |
| 020                      | Chucándiro                    | Chucándiro                     | 5 516           |
| 021                      | Churintzio                    | Churintzio                     | 5 520           |
| 022                      | Churumuco                     | Churumuco de Morelos           | 13 801          |
| 023                      | Coahuayana                    | Coahuayana de Hidalgo          | 11 623          |
| 024                      | Coalcomán de Vázquez Pallares | Coalcomán de Vázquez Pallares  | 18 156          |
| 025                      | Coeneo                        | Coeneo de la Libertad          | 19 478          |
| 026                      | Cojumatlán de Régules         | Cojumatlán de Régules          | 9 451           |
| 027                      | Contepec                      | Contepec                       | 30 696          |
| 028                      | Copándaro                     | Copándaro de Galeana           | 8 131           |
| 029                      | Cotija                        | Cotija de la Paz               | 18 207          |
| 030                      | Cuitzeo                       | Cuitzeo del Porvenir           | 26 213          |
| 031                      | Ecuandureo                    | Ecuandureo                     | 12 420          |
| 032                      | Epitácio Huerta               | Epitácio Huerta                | 15 828          |
| 033                      | Erongaricuaro                 | Erongaricuaro                  | 13 060          |
| 034                      | Gabriel Zamora                | Lombardía                      | 19 876          |
| 035                      | Hidalgo                       | Ciudad Hidalgo                 | 110 311         |
| 036                      | La Huacana                    | La Huacana                     |                 |
| 037                      | Huandacareo                   | Huandacareo                    | 11 053          |
| 038                      | Huaniqueo                     | Huaniqueo de Morales           | 7 627           |
| 039                      | Huetamo de Núñez              | Huetamo de Núñez               | 41 239          |
| 040                      | Huiramba                      | Huiramba                       | 7 369           |
| 041                      | Indaparapeo                   | Indaparapeo                    | 15 134          |
| 042                      | Irimbo                        | Irimbo                         | 11 416          |
| 043                      | Ixtlán                        | Ixtlán de los Hervores         | 12 794          |
| 044                      | Jacona                        | Jacona de Plancarte            | 60 029          |
| 045                      | Jiménez                       | Villa Jiménez                  | 12 815          |
| 046                      | Jiquilpan                     | Jiquilpan de Juárez            | 31 730          |
| 047                      | José Sixto Verduzco           | Pastor Ortiz                   | 23 787          |
| 048                      | Juárez                        | Benito Juárez                  | 12 016          |
| 049                      | Jungapeo                      | Jungapeo de Juárez             | 18 573          |
| 050                      | Lagunillas                    | Lagunillas                     | 4 828           |
| 051                      | La Piedad                     | La Piedad                      | 91 132          |
| 052                      | Lázaro Cárdenas               | Lázaro Cárdenas                | 162 997         |
| 053                      | Los Reyes                     | Los Reyes de Salgado           | 51 788          |
| 054                      | Madero                        | Villa Madero                   | 15 769          |
| 055                      | Maravatío                     | Maravatío de Ocampo            | 70 170          |
| 056                      | San José de Gracia            | San José de Gracia             | 11 012          |
| 057                      | Morelia                       | Morelia                        | 694 145         |
| 058                      | Morelos                       | Villa Morelos                  | 8 525           |
| 059                      | Múgica                        | Nueva Italia                   | 40 232          |
| 060                      | Nahuatzén                     | Nahuatzén                      | 25 055          |
| 061                      | Nocupétaro                    | Nocupétaro de Morelos          | 7 649           |
| 062                      | Nuevo Parangaricutiro         | Nuevo San Juan Parangaricutiro | 16 028          |
| 063                      | Nuevo Urecho                  | Nuevo Urecho                   | 7 722           |
| 064                      | Numarán                       | Numarán                        | 9 388           |
| 065                      | Ocampo                        | Ocampo                         | 20 689          |
| 066                      | Pajacuarán                    | Pajacuarán                     | 18 413          |
| 067                      | Panindicuaro                  | Panindicuaro                   | 15 781          |
| 068                      | Paracho                       | Paracho de Verduzco            | 31 888          |
| 069                      | Parácuaro                     | Parácuaro                      | 22 802          |
| 070                      | Pátzcuaro                     | Pátzcuaro                      | 79 868          |
| 071                      | Penjamillo                    | Penjamillo de Degollado        | 16 523          |
| 072                      | Peribán                       | Peribán de Ramos               | 20 965          |
| 073                      | Purépero                      | Purépero de Echaíz             | 15 289          |
| 074                      | Puruándiro                    | Puruándiro                     | 64 590          |
| 075                      | Queréndaro                    | Queréndaro                     | 12 474          |
| 076                      | Quiroga                       | Quiroga                        | 23 391          |
| 077                      | Sahuayo                       | Sahuayo de Morelos             | 61 965          |
| 078                      | Salvador Escalante            | Santa Clara del Cobre          | 38 502          |
| 079                      | San Lucas                     | San Lucas                      | 16 953          |
| 080                      | Santa Ana Maya                | Santa Ana Maya                 | 11 925          |
| 081                      | Senguío                       | Senguío                        | 15 950          |
| 082                      | Susupuato                     | Susupuato de Guerrero          | 7 703           |
| 083                      | Tacámbaro                     | Tacámbaro de Codallos          | 59 920          |
| 084                      | Tancítaro                     | Tancítaro                      | 26 089          |
| 085                      | Tangamandapio                 | Santiago Tangamandapio         | 24 269          |
| 086                      | Tangancícuaro                 | Tangancícuaro de Arista        | 30 052          |
| 087                      | Tanhuato                      | Tanhuato de Guerrero           | 14 579          |
| 088                      | Taretan                       | Taretan                        | 12 294          |
| 089                      | Tarímbaro                     | Tarímbaro                      | 51 479          |
| 090                      | Tepalcatepec                  | Tepalcatepec                   | 22 152          |
| 091                      | Tingambato                    | Tingambato                     | 12 630          |
| 092                      | Tingüindín                    | Tingüindín                     | 12 414          |
| 093                      | Tiquicheo de Nicolas Romero   | Tiquicheo                      | 13 665          |
| 094                      | Tlalpujahua                   | Tlalpujahua de Rayón           | 25 373          |
| 095                      | Tlazazalca                    | Tlazazalca                     | 6 776           |
| 096                      | Tocumbo                       | Tocumbo                        | 9 820           |
| 097                      | Tumbiscatío                   | Tumbiscatío de Ruiz            | 8 363           |
| 098                      | Turicato                      | Turicato                       | 31 494          |
| 099                      | Tuxpan                        | Tuxpan                         | 24 509          |
| 100                      | Tuzantla                      | Tuzantla                       | 15 302          |
| 101                      | Tzintzuntzan                  | Tzintzuntzan                   | 12 295          |
| 102                      | Tzitzío                       | Tzitzío                        | 9 394           |
| 103                      | Uruapan                       | Uruapan                        | 279 229         |
| 104                      | Venustiano Carranza           | Venustiano Carranza            | 21 226          |
| 105                      | Villamar                      | Villamar                       | 15 512          |
| 106                      | Vista Hermosa                 | Vista Hermosa de Negrete       | 17 412          |
| 107                      | Yurécuaro                     | Yurécuaro                      | 26 152          |
| 108                      | Zacapú                        | Zacapú                         | 70 636          |
| 109                      | Zamora                        | Zamora de Hidalgo              | 170 748         |
| 110                      | Zináparo                      | Zináparo                       | 3 221           |
| 111                      | Zinapécuaro                   | Zinapécuaro de Figueroa        | 77 122          |
| 112                      | Ziracuaretiro                 | Ziracuaretiro                  | 13 792          |
| 113                      | Zitácuaro                     | Heroica Zitácuaro              | 136 491         |